# Колосовский, Леонид Олегович
Леонид Олегович Колосовский (укр. Леонід Олегович Колосовський; род. 17 августа 1984) — украинский клипмейкер и режиссер. Известен своей совместной работой с популярными украинскими и российскими исполнителями — съёмкой видеоклипов. Широкое признание обрел как режиссер, который снимает клипы-миллионники (видеоработы Колосовкого набирают миллионы просмотров на YouTube).

## Биография
Родился 17 августа 1984 года в городе Житомир в семье технической интеллигенции. Отец — Колосовский Олег Леонидович — по профессии инженер-механик. Работает экспертом по подъемным механизмам, мать — Колосовская Людмила Алексеевна — преподаватель технических дисциплин в колледже. У Леонида есть старшая сестра Елена.
Среднее образование получил в Гуманитарной гимназии № 23 города Житомира. Леонид не был отличником, но проявлял себя в творчестве — с 8 класса был капитаном школьной команды КВН, а также играл на гитаре и писал песни, с которыми принимал участие во всеукраинских конкурсах. После окончания школы, в 18 лет, переехал в Киев.
В 2003 году поступил в Академию труда и социальных отношений федерации профсоюзов Украины на юридический факультет. В студенческие годы Леонид продолжил заниматься творчеством. На первом курсе обучения он создал собственную группу «СВЧ», а позже подписал контракт с продюсерским центром «СТАР ОПЕН СПЕЙС» как артист. В 2004 году Леонид создает группу «Da Vinchi», которая была достаточно успешной в украинском шоу-бизнесе по 2007 г. В группе Колосовский выступал в качестве фронтмена и автора песен.
В 2008 году Леонид приостанавливает музыкальную карьеру и в качестве администратора съёмочной группы начинает сотрудничество с Владимиром Якименком в киевской компании Pistolet Film.
В 2009 году начинает сотрудничать с клипмейкером Сергеем Ткаченко и работать в позже образовавшейся компании RENTGENFILM.
В 2010 году с Леонидом связывается Алексей Потапенко и предлагает сотрудничество с компанией MOZGI Entertainment в качестве продюсера нескольких клипов. Так, первыми работами в портфолио Колосовского стали клипы для группы Время и Стекло на песни «Любви Точка Нет» и «Серебряное море», а также для группы Потап и Настя на песню «Если вдруг».
В ноябре 2011 года Леонид Колосовский, Алексей Потапенко и Ирина Горовая на партнерских условиях создают видео-студию MOZGI Production, которая занимается производством видеоклипов.
Дебютной работой Леонида Колосовского в качестве режиссера стал клип 2013 года для группы ДиО.фильмы на песню «Наоборот», слова и музыку к которой также написал Леонид. Спустя несколько недель он снимает клип для Оли Поляковой на песню «#Шлёпки». Желание заниматься режиссурой закрепили видеоклипы на песню «Всё пучком» для Потапа и Насти, а также «Потанцуй со мной» для Время и Стекло.
Фирменный почерк режиссера был определен с клипов 2015 года для Потапа и Насти «Бумдиггибай» и «Имя 505» Видео группы Время и Стекло (клип-рекордсмен, который набрал в YouTube более 160 миллионов просмотров).
Все работы клипмейкера насчитывают миллионы просмотров на YouTube, за что Колосовский получил прозвище «Ленчик-миллиончик».
Видеоклипы – это поэзия кинематографа, краткое четверостишье, в строчках которого заложен смысл большой истории и определенного состояния человека.Леонид Колосовский

## Награды и номинации
- Номинации
  - 2015 год
    - «Клипмейкер года» по версии украинской музыкальной премии M1 Music Awards.

  - 2016 год
    - клип «Имя 505» группы Время и Стекло в номинации «Лучший видеоклип» по версии музыкальной премии YUNA.
    - клип «Бумдиггибай» дуэта Потап и Настя в номинации «Видео на выезде» по версии музыкальной премии RU.TV.
    - клип «Стиль собачки» дуэта Потап и Настя feat. Бьянка в номинации «Самое сексуальное видео» по версии музыкальной премии RU.TV.

  - 2017 год
    - клип «Навернопотомучто» группы Время и Стекло в номинации «Лучший видеоклип» по версии музыкальной премии YUNA.
    - клип «Умамы» дуэта Потап и Настя в номинации «Лучший видеоклип» по версии музыкальной премии Yuna.
    - клип «Романс» группы «Пицца» в номинации «Лучшее мужское видео» по версии музыкальной премии Муз-ТВ.
    - клип «Навернопотомучто» группы Время и Стекло в номинации «Лучшее видео» по версии музыкальной премии Муз-ТВ.
    - клип «В твоей голове» Димы Билана в номинации «Лучшее видео» по версии музыкальной премии Муз-ТВ.
    - клип «Навернопотомучто» группы Время и Стекло в номинации «Лучший танцевальный клип» по версии музыкальной премии RU.TV.
- Награды
  - 2016 год
    - «Клипмейкер года» по версии украинской музыкальной премии M1 Music Awards [1].

  - 2017 год
    - «Клипмейкер года» по версии Первой мужской премии «XXL Men’s Awards» [2]
    - победа клипа Димы Билана «В твоей голове» в номинации «Лучшее видео» по версии музыкальной премии Муз-ТВ

## Фильмография
- 2020 — «Звуки»

## Видеография
2009 год
1. M&M's Жёлтый Джаз — «Снова Вместе» Видео

2013 год
1. ДиО.фильмы — «Наоборот» Видео
2. Оля Полякова — «#Шлёпки» Видео
3. Потап и Настя — «Всё пучком» Видео
4. Время и Стекло — «Потанцуй со мной» Видео
5. Аркадий Лайкин — «Сексуальный» Видео

2014 год
1. Аркадий Лайкин — «Малименя» Видео
2. Елена Есенина — «Больно» Видео
3. Группа 30.02 — «ПРИМЕРОМ» Видео
4. Диана Гурцкая — «Тебя теряю» Видео
5. MMDANCE — «Друзья» Видео
6. Потап и Настя — «Уди Уди» Видео
7. MOZGI — «Хлам» Видео

2015 год
1. Ян Марти — «Гейзер Страсти» Видео
2. MOZGI — «Ножомпо» Видео
3. Потап и Настя — «Бумдиггибай» Видео
4. Время и Стекло — «Имя 505» Видео
5. MOZGI — «Хит моего лета» Видео
6. Потап и Настя & Бьянка — «Стиль собачки» Видео
7. Григорий Юрченко — «Ты такая» Видео
8. Время и Стекло — «Песня 404» Видео

2016 год
1. Артем Пивоваров — «Стихия» Видео
2. ГРОТ — «Земляне» Видео
3. Потап и Настя — «Умамы» Видео
4. Юлия Думанская — «Стреляй» Видео
5. MOZGI — «Любовь» Видео
6. Время и Стекло — «#Навернопотомучто» Видео
7. Юлианна Караулова — «Разбитая любовь» Видео
8. Дима Билан — «В твоей голове» Видео [3]
9. Группа Пицца — «Романс» Видео
10. Лолита — «На Титанике» Видео
11. Michelle Andrade & MOZGI — «Amor» Видео

2017 год
1. Потап и Настя — «Я……Я» Видео
2. Градусы — «Хочется» Видео
3. Время и Стекло — «На стиле» Видео
4. Burito — «По волнам» Видео
5. SMASH & VENGEROV — «Love & Pride» Видео
6. MOZGI — «Атятя» Видео
7. Полина Гагарина — «Драмы больше нет» Видео
8. Diana D — «Ныряй» Видео
9. Дима Билан — «Держи» Видео
10. Костя Битеев — «Восемь разбитых сердец» Видео
11. Группа Пицца — «Назад» Видео
12. DZIDZIO — «Вихідний» Видео
13. Дима Билан и Сергей Лазарев — «Прости меня» Видео
14. Юлианна Караулова — «Просто так» Видео

2018 год
1. IOWA — «Молчишь на меня» Видео
2. Дима Билан — «Девочка, не плачь» Видео
3. Полина Гагарина — «Камень на сердце» Видео
4. MOZGI — «Влажный Пляжный Движ» Видео
5. Open Kids — «Стикером» Видео
6. MOZGI &  Позитив   — «Полюбэ» Видео
7. Время и Стекло — «Песня про лицо» Видео

2019 год
1. Ленинград — «i-$uss» Видео
2. Елена Темникова — Трилогия: «Бабочки», Видео  «Нет связи», Видео  «Говорила». Видео
3. Время и Стекло — «VISLOVO» Видео
4. Елена Темникова — «Душит ювелирка» Видео
5. Лолита — «Папа», Видео «Тело» Видео
6. Группа Пицца — «Вот тебе на» Видео
7. NK — «Попа как у Ким», Видео «Elefante» Видео
8. Dantes — «Теперь тебе 30» Видео

2020 год
1. Dantes — «Более или Менее», Видео «Одноклассница» Видео
2. NK — «A Huevo» Видео
3. Ленинград — «Миг» Видео

2021 год
1. NK — «Почуття», Видео «Девочки рулят» Видео
2. Dantes — «Sasha» Видео
3. Dorofeeva — «Почему» Видео

2022 год
- Артём Пивоваров & Dorofeeva — «Думи» Видео